# 麻濟邦
麻濟邦（1518年—？），字子忠，陝西延安府綏德州軍籍山西石州人，明朝政治人物。

## 生平
嘉靖十三年（1534年）甲午科陝西鄉試第十四名舉人。嘉靖二十九年（1550年）中式庚戌科會試第一百十七名，三甲第五十五名進士。授山東益都知縣，調直隸盧龍縣。

## 家族
曾祖麻整，知縣；祖父麻經，縣主簿；父麻蘭，縣主簿。母霍氏。具庆下。